# Дь
Дь – dwuznak cyrylicy wykorzystywany w zapisie języków: dołgańskiego, erzja, jakuckiego, jukagirskiego północnego i moksza. W dołgańskim i jakuckim oznacza dźwięk [ɟ], czyli spółgłoskę zwartą podniebienną dźwięczną. W pozostałych językach oznacza dźwięk [dʲ], czyli palatalizowaną spółgłoskę zwartą dziąsłową dźwięczną. 

## Kodowanie
| Forma     | Wygląd | Części składowe | Części składowe |
| --------- | ------ | --------------- | --------------- |
| majuskuła | Дь     | U+0414 Д        | U+044C ь        |
| minuskuła | дь     | U+0434 д        | U+044C ь        |